# 282 Clorinde
282 Clorinde è un asteroide della fascia principale del diametro medio di circa 39,03 km. Scoperto nel 1889, presenta un'orbita caratterizzata da un semiasse maggiore pari a 2,3390948 UA e da un'eccentricità di 0,0810264, inclinata di 9,02288° rispetto all'eclittica.
Il suo nome fu dedicato a Clorinda, la figlia di Senapo, il re d'Etiopia, importante eroina nella Gerusalemme liberata di Torquato Tasso,